# Scarlet Cavadenti
Scarlet Cavadenti (* 8. März 1965 in München; geb. Lubowski) ist eine deutsche Schauspielerin und Synchronsprecherin. In Credits wird ihr Vorname meist als Scarlett geschrieben.

## Leben
Scarlet Lubowski begann mit acht Jahren als Synchronsprecherin zu arbeiten, teilweise gemeinsam mit ihrem jüngeren Bruder Manou. Insbesondere sprach sie die Biene Maja. Nach dem Abitur studierte sie Literatur- und Sprachwissenschaften in Italien, wo sie auch Schauspielunterricht nahm. Dort lernte sie ihren Ehemann kennen, den sie 1999 heiratete und dessen Nachnamen sie annahm.

## Synchronrollen

### Filme
- 1975: David Morley in Barry Lyndon als Bryan Patrick Lyndon
- 1993: Ana Torrent in Züchte Raben… als Ana
- 1994: Salma Hayek in Bad Boys Never Die als Donna
- 1995: Alyssa Milano in Deadly Sins – Tödliche Vergebung als Cristina
- 1996: Alyssa Milano in Gefangen in klirrender Kälte als Denise Harris
- 1998: Lauren Graham in Freeze – Alptraum Nachtwache als Marie
- 1998: Renée O’Connor in Hercules & Xena – Der Kampf um den Olymp als Gabrielle
- 2000–2023: Megumi Hayashibara in den Pokémon-Filmen 1–3, 8–9 & 11–14 als Jessie
- 2006: Miki Narahashi in Pokémon Mystery Dungeon als Panzaeron
- 2008: Renée O’Connor in Bitch Slap als Schwester Batrill

### Fernsehserien
- 1975: in Biene Maja als Maja
- 1976: in Marco als Violetta
- 1984: Jeanique de Ridder in Das Geheimnis des siebten Weges als Marjan
- 1992–1995: in Sailor Moon als Kathryn/Papillon, Byruit und Doubt
- 1995–1996: Kristin Davis in Melrose Place als Brooke
- 1995–2001: Renée O’Connor in Xena als Gabrielle
- 1996–1999: Jenna Leigh Green in Sabrina – Total Verhext! als Libby Chessler
- 1999–2023: in Pokémon als Jessie

## Hörspiele
- 1977: Der Trotzkopf als Ilse Macket
- 1977: in Ein Autobus, groß wie die Welt als Lucie
- 1978: Heidi (6-teilige Hörspielserie) als Heidi
- 1986–1987: TKKG (Folge 44–52) als Gaby Glockner